# Палац Криштофовичів у Карапчеві
Палац Криштофовичів — історична пам'ятка місцевого значення в Україні в селі Карапчів, Чернівецької області.            

## Відомості
Палац був збудований братами Криштофовичами в 1879 році, навколо маєтка було зведено Карапчівський парк .
У 1905 році палацу належало 1893 га землі а площа всіх земель села становила 6034 га, невдоволені своїм становищем селяни виступили проти поміщика, але тоді їхні виступи були придушині.
У власності пана була величезна ферма, земельні наділи, цегельний завод, мануфактура, ознаки фабричного типу по виробленню цукру. 1920 року запрацював спиртозавод.  родина Криштофовичів жила в цьому маєтку до 1942 року, через війну родина виїхала за кордон.

## Сучасний стан
Зараз на місці маєтку знаходиться школа.